# Methacrylnitril
Methacrylnitril ist eine chemische Verbindung aus der Gruppe der Nitrile. Es handelt sich um das Nitril der Methacrylsäure, das bei Zimmertemperatur als farblose, leicht entzündliche, giftige und stechend riechende Flüssigkeit vorliegt.

## Vorkommen
Methacrylnitril wurde als Bestandteil des Rauchs von ungefilterten Zigaretten aus luftgetrockneten, rauchgetrockneten oder einer Mischung dieser Tabaksorten identifiziert.

## Gewinnung und Darstellung
Methacrylnitril kann durch Umsetzung von Methacrylsäure oder Methacrylsäuremethylester mit Ammoniak unter einer katalytischen Gasphasenreaktion bei Temperaturen von 250 °C bis 500 °C gewonnen werden. Als Katalysator kann Aluminiumoxid verwendet werden.
Die Verbindung wird kommerziell durch die Dampfphasenreaktion von Isobutylen mit Ammoniak und Sauerstoff in Gegenwart eines Katalysators hergestellt. Acetonitril, Cyanwasserstoff und Acrolein sind bekannte Nebenprodukte dieser Reaktion.

## Eigenschaften
Methacrylnitril ist lichtempfindlich und bei Zimmertemperatur eine farblose, leicht flüchtige Flüssigkeit, die einen stechenden Geruch aufweist. Diese erstarrt bei −36 °C und siedet bei 90 °C. Methacrylnitril besitzt einen Flammpunkt von −1 °C und eine Zündtemperatur von 465 °C. Die Untere Explosionsgrenze von Methacrylnitril beträgt 1,7 Vol.-% und die Obere Explosionsgrenze 13,2 Vol.-%. Methacrylnitril fällt aufgrund seiner Zündtemperatur in die Temperaturklasse T1. Kommerzielle Produkte enthalten häufig 50 ppm Hydrochinonmonoethylether als Stabilisator.

## Verwendung
Methacrylnitril wird bei der Herstellung von Homo- und Copolymeren, Elastomeren, Beschichtungen und Kunststoffen sowie als Zwischenprodukt bei der Herstellung von Säuren, Amiden, Aminen, Estern und anderen Nitrilen verwendet. Es wird auch als Ersatz für Acrylnitril in einem Acrylnitril-Butadien-Styrol-ähnlichen Polymer verwendet, da es die Barriereeigenschaften gegenüber Gasen wie Kohlendioxid in Behältern mit Kohlensäure verbessert.
Methacrylnitril wird auch in der Gruppentransfer-Polymerisation verwendet.

## Sicherheitshinweise
Methacrylnitril ist giftig und wird vorwiegend über den Atemtrakt und die Haut aufgenommen. Die Substanz wirkt nach Resorption toxisch auf das zentrale und periphere Nervensystem. Die Dämpfe von Methacrylnitril können mit Luft explosionsfähige Gemische bilden.

## Externe Links zu erwähnten Verbindungen
1. ↑  Externe Identifikatoren von bzw. Datenbank-Links zu Hydrochinonmonomethylether:  CAS-Nr.: 150-76-5, EG-Nr.: 205-769-8, ECHA-InfoCard: 100.005.246, GESTIS: 23690, PubChem: 9015, ChemSpider: 8665, DrugBank: DBDB09516, Wikidata: Q2862455.